# 皮奧塔河
皮奧塔河（Piota）是意大利的河流，位於該國西北部亞歷山德里亞省，河道全長32.1公里，流域面積113.34平方公里，平均流量每秒2.74立方米，最終注入奧爾巴河。